# Клод Еміль Жан-Батіст Літр
Клод Еміль Жан-Батіст Літр (фр. Claude Émile Jean-Baptiste Litre) — особа, вигадана в 1978 році Кеннетом Вулнером, співробітником Університету Ватерлоо, з метою затвердження офіційного позначення літра у вигляді великої латинської «L». Річ у тому, що, відповідно до правил системи SI одиниці вимірювання, утворені від особистих імен, позначаються винятково великими літерами. Але в країнах, де використовують латинську графіку, позначення літра як «l» часто плутають з цифрою 1 чи з великою літерою «I».
Вулнер опублікував неправдиву статтю в журналі для шкільних вчителів хімії. У ній стверджувалося, що Клод Літр народився 12 лютого 1716 року в родині виробника винних пляшок. Літру було приписано видатну наукову кар'єру, в ході якої він, між іншим, запропонував стандартну одиницю об'єму, яку після його смерті в 1778 році було долучено до системи SI.
За легендою, Літр жив у Франці. Він виготовляв скляні пляшки для вина і був вельми умілим майстром. Вважають, що саме він винайшов градуйовані скляні циліндри — перший лабораторний посуд.
Літр начебто водив дружбу зі шведським ученим Андерсом Цельсієм, котрий вивчав властивості рідини при нагріванні та стисканні й удосконалював температурну шкалу в градуснику. 1763 року Літр запропонував Цельсію виміряти об'єм, визначаючи масу рідини, яку він містить.
За стандартну рідину Літр обрав ртуть. До пропозиції Літра згодом учені прислухалися, щоправда, стандартною рідиною стали вважати не ртуть, а воду.